# 羅克維爾 (佐治亞州)
羅克維爾（英語：Rockville）是位於美國喬治亞州普特南縣的一個非建制地區。該地的面積和人口皆未知。

## 地理
羅克維爾的座標為33°19′39″N 83°13′08″W / 33.32750°N 83.21889°W，而該地的平均海拔高度為171米（即561英尺）。